# Eyesofnetwork
Pour les articles homonymes, voir Eon.
EyesOfNetwork (EON) est une solution open source de supervision Systèmes et Réseaux réunissant de manière pragmatique les processus ITIL et l’interface technologique permettant leur application. EyesOfNetwork Supervision est la première brique d’une gamme de produits bâtie autour de la gestion des évènements, de la disponibilité, des problèmes et de la capacité. Basé sur Nagios, EON fonctionne sur une distribution GNU/Linux CentOS.
Le 13 mai 2024, l'arrêt du projet est annoncé sur le site Web officiel.

## Description technique
Le « bundle » EyesOfNetwork est composé d’un système d’exploitation minimaliste incluant un ensemble intégré d’applications répondant aux différents besoins de supervision :
- GED (Generic Event Dispatcher) : gestion multi sites et sécurisée des événements,
- Nagios : gestion des incidents et des problèmes,
- Nagiosbp : gestion de la criticité des applications,
- Nagvis : cartographie personnalisée de la disponibilité,
- Cacti : gestion des performances,
- Weathermap : cartographie de la bande passante,
- Backup Manager : Outil de sauvegarde de la solution,
- Eonweb : Interface Web unifiée de la solution,
- Ezgraph : Bibliothèque d’affichage des graphiques,
- Snmptt : Traduction des traps SNMP,
- Get-Info : Système de génération documentaire basé sur OpenOffice.org,
- GLPI : gestion de parc.

### GED
GED ou Generic Event Dispatcher est un bus logiciel utilisé pour la distributivité de l'ensemble. GED est intégralement basé sur des descriptions XML des trames dans le bus. GED propose aussi de multiples fonctionnalités telles que la gestion synchrone et asynchrone des files de messages, la sérialisation en BDD ou en XML, ou encore la capacité à maintenir des tunnels de message VPN. Il est intégralement basé sur HTTPS et offre ainsi la possibilité de ne pas avoir d'impact sur les règles de sécurité des réseaux qu'il traverse.

### Get-Info
Suite logiciel permettant la construction de documents au format OpenDocument. Les documents sont générés à partir d'une templatisation XML/XSL. Le document est ensuite fondu via le module FOP de Apache HTTP Server. Le module pilote ensuite le OpenOffice.org en mode serveur via les API Uno.

## Approche
EyesOfNetwork est accessible via une interface Web unique dont l’objectif est de réunir les différents acteurs d’un système d’informations (Directeur des systèmes d'information, administrateurs, techniciens, opérateurs…). Chacun de ces acteurs dispose de vues correspondant à leur métier.Toutes les informations sont consolidées en base de données Mysql ou Berkeley DB.